# Hilònome

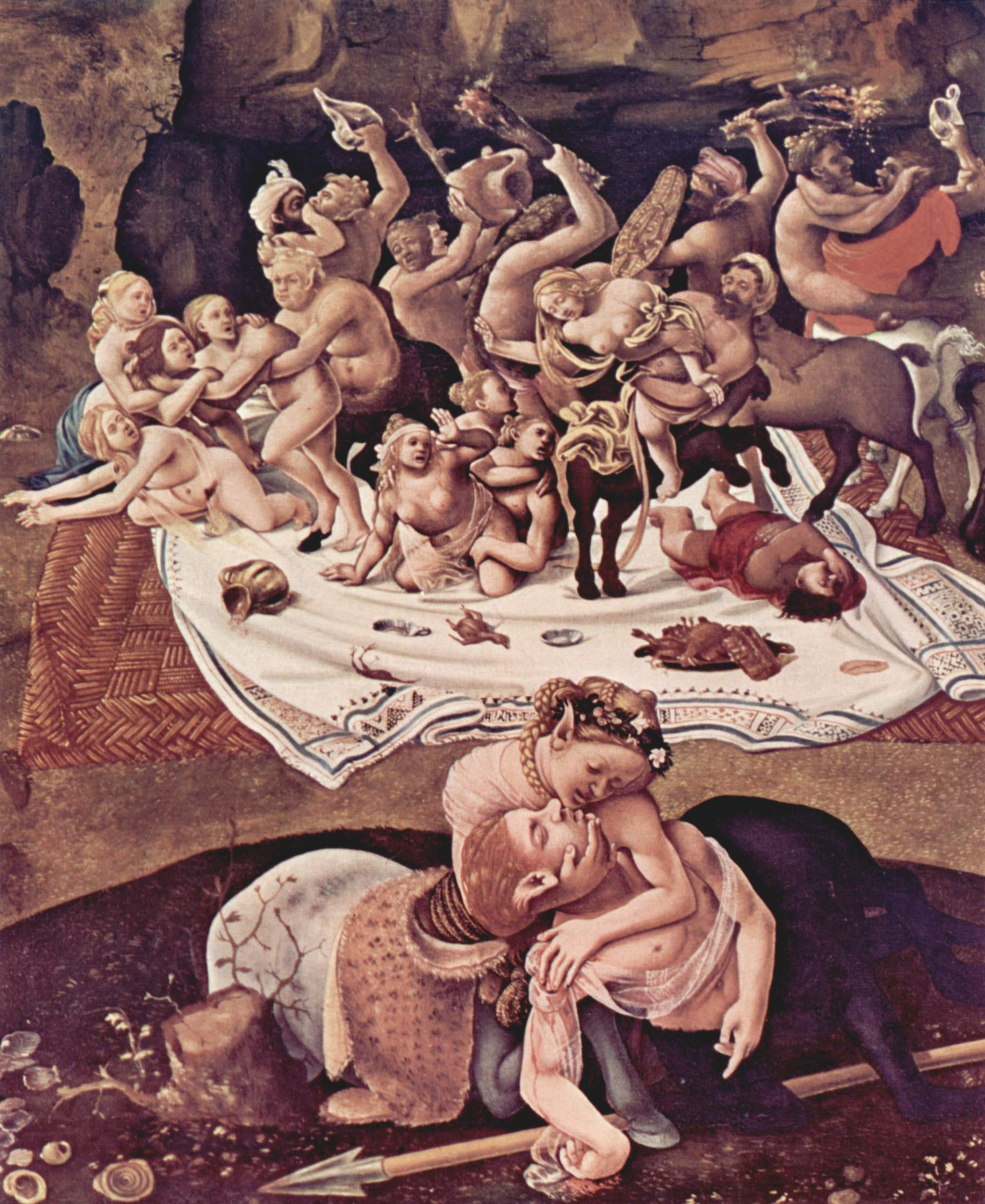
Piero di Cosimo Hilònome i Cíl·lar

Hilònome (en grec antic Ύλονόμη) va ser una centauressa, casada amb el centaure Cíl·lar, que era d'una gran bellesa.
Al casament de Pirítous, durant la lluita entre els làpites i els centaures, Hilònome es va matar amb la mateixa fletxa que havia mort el seu marit, ja que no va voler sobreviure-li.